# 历史艺术防空洞

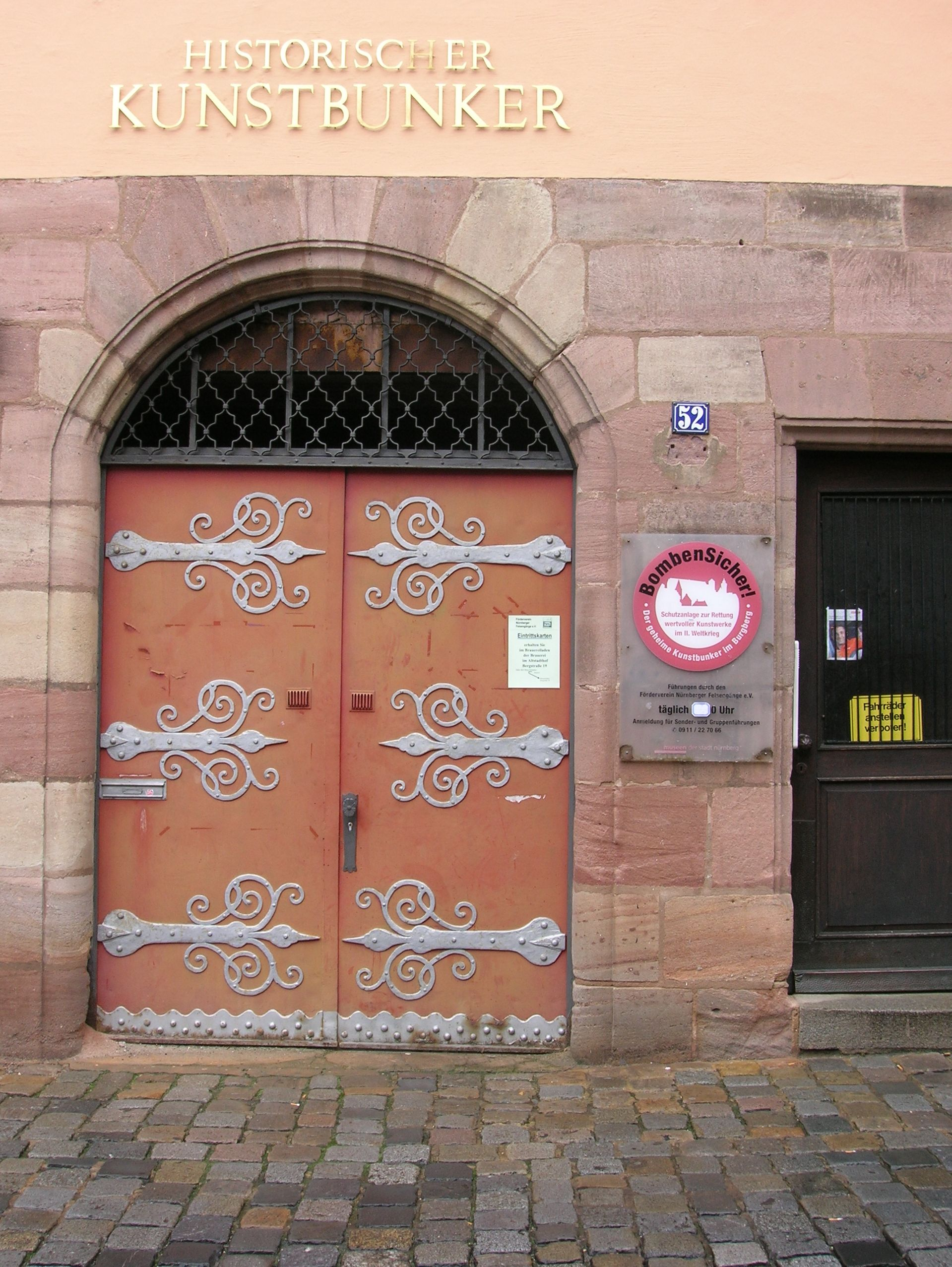
入口

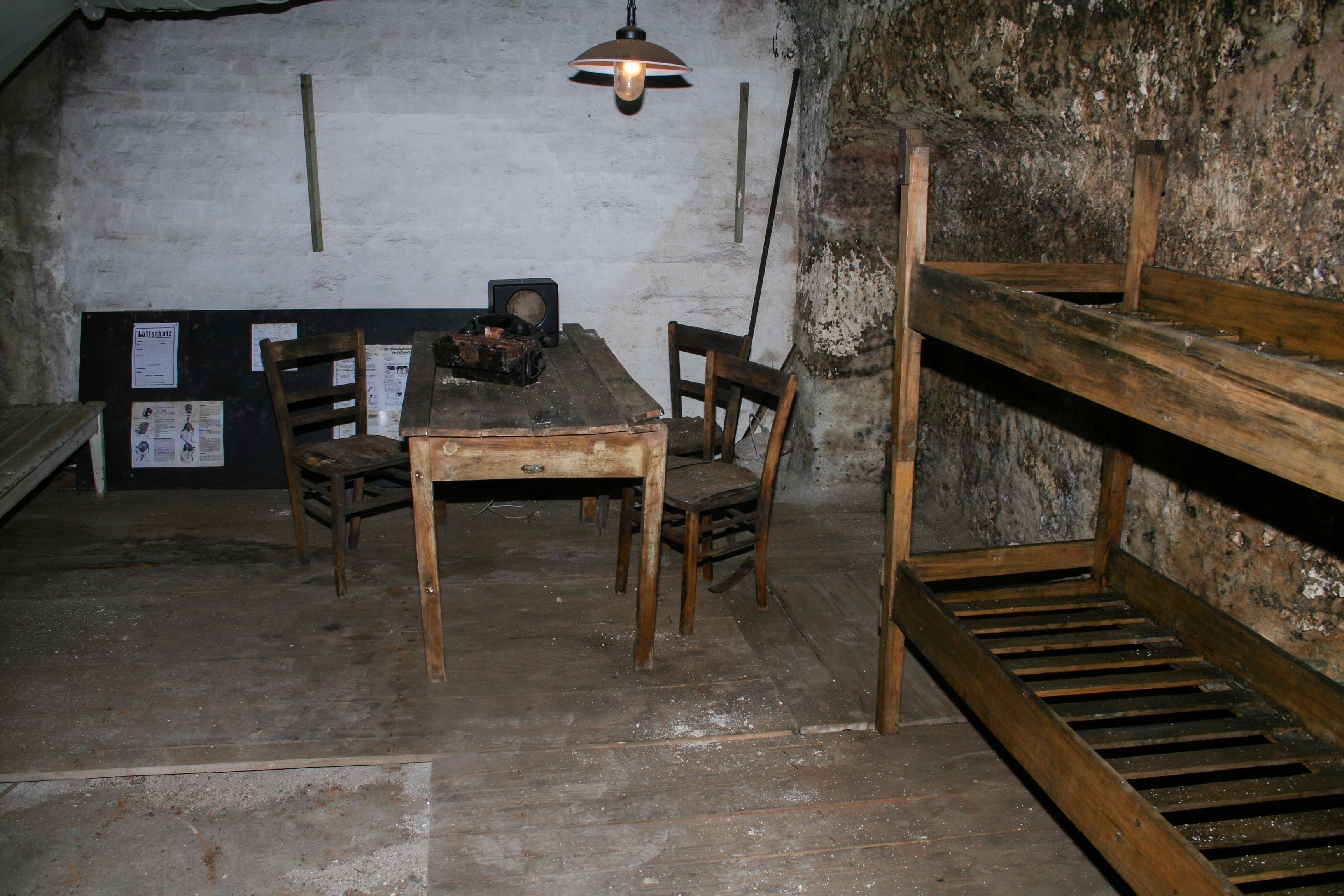
警卫室

历史艺术防空洞（Historischer Kunstbunker）是纽伦堡老城区在纽伦堡城堡下方的隧道建筑群。它构成了纽伦堡历史之路的一部分。
在中世纪，在城堡坚硬的砂岩上开凿了岩石通道网络。1940年夏天，修复了施密德巷52号的地窖，用于保护纽伦堡艺术品免受空袭。从1941年，Neutorturm也被用作艺术防空洞，1943年，又增加了帕尼尔斯广场的帕尼尔斯防空洞（Paniersbunker）。
防空洞向下延伸24米，规范供热、通风、排水，提供了最佳条件。它们也是警卫的设施。内容包括：
- 维特·施托斯的《圣母领报》，圣劳伦斯堂（St. Lorenz）
- 维特·施托斯祭坛画
- 帝国王权（Imperial Regalia）
- 自动机时钟，来自圣母堂（Frauenkirche）
- 地球仪
- 马内塞古抄本
- 阿尔布雷希特·丢勒的作品
- 历史乐器、科学设备及时钟
- 老城各教堂的家具和窗户

自1994年以来，有一个名为“艺术防空洞-当代艺术论坛”（Kunstbunker – forum für zeitgenössische kunst）的组织，在纽伦堡的另一个第二次世界大战防空洞.组织当代艺术展览。这个防空洞位于建筑院下，靠近纽伦堡艺术馆（Kunsthalle Nürnberg）。